# عاصم منیر
سید عاصم منیر احمد شاه NI(M) HI(M) (به اردو: سید عاصم منیر احمد شاہ‎)(زادهٔ ۱۹۶۸) یک ژنرال پاکستانی و رئیس کنونی ستاد ارتش پاکستان است که از ۲۹ نوامبر ۲۰۲۲ در این سمت قرار دارد. پیش از انتخاب به عنوان رئیس ستاد ارتش، او در ستاد کل ارتش پاکستان به‌عنوان سرپرست لجستیک خدمت می‌کرد. وی فرماندهی سپاه ۳۰ در گجرانوالا را از ۱۷ ژوئن ۲۰۱۹ تا ۶ اکتبر ۲۰۲۱ بر عهده داشت. عاصم منیر به‌عنوان بیست‌ و هشتمین مدیرکل اطلاعات بین‌سرویس‌ها خدمت کرد تا این‌که در ۱۶ ژوئن ۲۰۱۹ با سرلشکر فیض حمید جایگزین شد. عاصم منیر به دلیل عملکرد برجسته خود به‌عنوان دانشجو در مدرسه آموزش افسران (OTS) شمشیر افتخار دریافت کرد.ارتشبد عاصم منیر، فرمانده ارتش این کشور در رویارویی اخیر با هند، به مقام «فیلد مارشال» یا ژنرال پنج‌ستاره ارتقاء یافته است. این نخستین بار در حدود 60 سال اخیر است که یک ژنرال پاکستانی به این درجه ارتقاء می‌یابد.

## اوایل زندگی و تحصیلات
عاصم منیر در راولپندی، پنجاب، پاکستان در یک خانواده پنجابی متولد شد که ریشه‌هایشان در جالندهر قرار داشت. خانواده‌اش پس از تقسیم هند در سال ۱۹۴۷ به توبا تِک سینگ مهاجرت کردند و سپس در محله دهری حسن‌آباد در راولپندی ساکن شدند. پدر او، سید سرور منیر، مدیر مدرسه فنی اف. جی در لالکرتی و امام جماعت مسجد القرایش در محله دهری حسن‌آباد بود که اغلب خطبه‌های جمعه را ایراد می‌کرد. عاصم منیر دو برادر به نام‌های سید قاسم منیر و سید هاشم منیر دارد. یکی از برادرانش معلم یک مدرسه دولتی است.
عاصم منیر آموزش‌های دینی اولیه خود را در یک مدرسه اسلامی سنتی در راولپندی به نام مدرسه مرکزی دارالتجوید آموخت. او در دوران جوانی یک کریکت‌باز محلی و توپ‌انداز سریع بود.
عاصم منیر بعدها از مدرسه فوجی در ژاپن، دانشکده فرماندهی و ستاد، کویته، کالج نیروهای مسلح مالزی در کوالالامپور و دانشگاه دفاع ملی، اسلام‌آباد فارغ‌التحصیل شد و در این دانشگاه ام‌فیل خود را در زمینه سیاست عمومی و مدیریت امنیت راهبردی به پایان رساند.

## خدمت نظامی
عاصم منیر از فارغ‌التحصیل‌های دوره هفدهم مدرسه آموزش افسران (OTS) در منگلا است. او در ۲۵ آوریل ۱۹۸۶ به هنگ ۲۳ نیروی مرزی پاکستان ملحق شد و حرفه نظامی خود را آغاز کرد.
وی به‌عنوان سرهنگ، در ریاض، عربستان سعودی به‌عنوان بخشی از همکاری دفاعی نزدیک بین ریاض و اسلام‌آباد خدمت کرد. او همچنین در یخچال طبیعی سیاچن خدمت کرده است. در مقام سرتیپ، وی به‌عنوان رئیس ستاد سپاه یکم ضربت منگلا خدمت کرد و فرماندهی یک تیپ پیاده در مناطق شمالی را بر عهده داشت. در سال ۲۰۱۴، به درجه سرتیپ دوم ارتقا یافت و به‌عنوان فرمانده نیروهای مستقر در مناطق شمالی پاکستان منصوب شد.
عاصم منیر در سال ۲۰۱۶ به‌عنوان مدیرکل اطلاعات نظامی خدمت کرد. در مارس ۲۰۱۸ به او هلال امتیاز اعطا شد. در سپتامبر ۲۰۱۸، عاصم منیر به درجه سرلشکر ارتقا یافت و به‌عنوان مدیرکل اطلاعات بین‌سرویس‌ها منصوب شد. سپس به‌عنوان فرمانده سپاه ۳۰ در گجرانوالا منصوب شد. از سال ۲۰۲۱ تا نوامبر ۲۰۲۲، سرلشکر منیر در ستاد کل ارتش پاکستان به‌عنوان سرپرست لجستیک ارتش پاکستان خدمت کرد. در نوامبر ۲۰۲۲، وی به درجه ژنرال چهارستاره ارتقا یافت و به‌عنوان رئیس ستاد ارتش پاکستان منصوب شد.
در زمان انتصاب به‌عنوان رئیس ستاد ارتش، عاصم منیر ارشدترین سرلشکر ارتش پاکستان بود. در دسامبر ۲۰۲۲، ژنرال منیر نشان امتیاز را از رئیس‌جمهور پاکستان عارف علوی دریافت کرد. در ایوان صدر، مقامات ارشد نظامی طی مراسمی ویژه با حضور نخست‌وزیر پاکستان شهباز شریف، دیپلمات‌ها، نمایندگان مجلس ملی پاکستان و وزرای فدرال به او این نشان را اعطا کردند.
عاصم منیر سومین دریافت‌کننده شمشیر افتخار پاکستان است که در تاریخ نظامی پاکستان به مقام فرماندهی ارتش رسیده است؛ پیش از او، آصف نواز جنجوعه و جهانگیر کرامت به این جایگاه دست یافته بودند. علاوه بر این، او تنها فرمانده ارتش در تاریخ پاکستان است که پیش از این به‌عنوان رئیس هر دو آژانس اطلاعاتی برتر نظامی پاکستان، یعنی اطلاعات بین‌سرویس‌ها و اطلاعات نظامی خدمت کرده است.